# Campnosperma panamensis
Campnosperma panamensis är en sumakväxtart som beskrevs av Standley. Campnosperma panamensis ingår i släktet Campnosperma och familjen sumakväxter. Inga underarter finns listade i Catalogue of Life.